# Fort Ranikot
Le fort Ranikot est un fort talpur au Pakistan à proximité de Sann, dans le district de Jamshoro au Sind. Le fort est aussi connu sous le nom de la Grande Muraille du Sind, et selon Hanif Raza le fort le plus étendu au monde avec une circonférence d'environ 32 km,.
Le site a été nommé en 1993 par la commission nationale pakistanaise pour l'obtention du statut de patrimoine mondial de l'UNESCO, et se trouve depuis sur la liste indicative du patrimoine mondial de l'UNESCO. Le fort fait partie de la liste des sites historiques protégés par l'Antiquities Act de 1975.